# Jean-Baptiste Joos
Jean-Baptiste Joos (geboortedatum onbekend - overlijdensdatum na 1841 en vóór 1846) was lid van het Nationaal Congres in België.

## Levensloop
Joos, die handelaar was (wijnkoopman), werd tot plaatsvervangend lid van het Nationaal Congres verkozen voor het arrondissement Mechelen. Doordat een van de rechtstreeks verkozenen, Philippe De Pauw, het mandaat weigerde, zetelde Joos vanaf 16 november 1830.
Zijn enige tussenkomst vond plaats op 3 maart 1831 tijdens de behandeling van de kieswet en de zetelverdeling per arrondissement. Gelet op het bevolkingsaantal stelde hij, net als zijn collega François Domis, voor aan het arrondissement Mechelen 3 vertegenwoordigers in de Kamer toe te kennen in plaats van de voorgestelde 2. Zijn amendement werd gesteund en goedgekeurd.
Hij stemde voor de goedkeuring van de onafhankelijkheidsverklaring en voor de eeuwigdurende uitsluiting van de Nassaus. Tijdens de verkiezing voor een staatshoofd stemde hij voor de hertog August van Leuchtenberg en bij de verkiezing van een regent ging zijn stem naar Félix de Merode. In juni gaf hij zijn stem aan Leopold van Saksen Coburg en hij stemde voor de aanvaarding van het Verdrag der XVIII artikelen.
Getrouwd met een De Corte was Joos eigenaar, samen met zijn broer kanunnik Emmanuel Joos van een eigendom met molen in Willebroek, genaamd 'De Houten Willebroekenaar'. In 1841 verkocht hij dit goed.
In Boom liet zijn weduwe in 1846 op het 'Kapelleveld' een stenen windmolen oprichten. Deze werd gebruikt om zowel graan te malen als olie te persen.